# Valdeherreros-La Azafuera
Valdeherreros-La Azafuera es un yacimiento arqueológico celtibero y románico situado en las cercanías de Riba de Saelices (Guadalajara, España).
En el yacimiento se observan restos culturales que van desde el momento de contacto entre mundo indígena celtibero y el colonizador romano hasta la Edad Media. Presenta evidencias de ser tanto un poblamiento como una necrópolis, centrada posiblemente en sus primeras épocas.
Su interés arqueológico proviene, por un lado, de las características de los materiales y estructuras peresentes y, por otro, de los aspectos culturales que pueden ofrecer un tipo de asentamiento rural de contacto y su aclimatación y pervivencia a lo largo de los siglos con un mismo modelo económico.